# 13576 Gotoyoshi
13576 Gotoyoshi è un asteroide della fascia principale. Scoperto nel 1993, presenta un'orbita caratterizzata da un semiasse maggiore pari a 2,3713477 UA e da un'eccentricità di 0,1841178, inclinata di 3,03155° rispetto all'eclittica.